# Санчес, Хуан
Хуа́н Хине́с Са́нчес Море́но (исп. Juan Ginés Sánchez Moreno; род. 15 мая 1972, Альдая, Валенсия, Испания) — испанский футболист и футбольный функционер.

## Биография

### Футбольная карьера
Хуан Санчес начал заниматься футболом в кантере «Валенсии». Отыграв два года в дубле, он был привлечён к играм за основную команду клуба. Первая игра Хуана в Примере пришлась на домашнее поражение валенсийцев от «Барселоны» (0:3), а первый гол стал победным в матче «Валенсия» — «Эспаньол» (2:0). Но тренерский штаб «Валенсии» решил отказаться от услуг Санчеса, и его отправили набираться опыта в «Мальорку» (выступавшую тогда в Сегунде). Проведя там один сезон, Санчес перебрался в «Сельту».
В галисийском клубе Санчес стал заметной фигурой — в сезонах 1997/98 и 1998/99 он забил в общей сложности 22 мяча, а «Сельта» оба раза заканчивала чемпионат в еврокубковой зоне. Летом 1999 года Санчес получил предложение вернуться от тогдашнего тренера «Валенсии», Эктора Купера, и не раздумывая принял его. Остался Санчес в «Валенсии» и при преемнике Купера — Рафаэле Бенитесе.
За пять лет в составе «летучих мышей» Хуан Санчес дважды выиграл чемпионат Испании, один раз Суперкубок, стал обладателем Кубка УЕФА и два раза играл в финале Лиги чемпионов. В сезоне 2000/2001 Санчес с 17 голами стал лучшим бомбардиром «Валенсии». В 2004 году 32-летний футболист снова оказался в «Сельте» и помог ей выйти в Примеру, откуда галисийцы вылетели в предыдущем сезоне.

#### Полуфинал Лиги чемпионов 2000/01
8 мая 2001 года во втором полуфинальном матче Лиги чемпионов против «Лидс Юнайтед» Хуан Санчес после навеса с фланга Гаиски Мендьеты забил гол, который вызвал множество претензий со стороны англичан — они указывали арбитру на то, что Санчес переправил мяч в ворота рукой. Несмотря на это, судья — Урс Майер — засчитал гол. После игры сам Санчес сказал: «Я забил этот мяч плечом и грудью».
Во втором тайме Санчес забил ещё один гол, на этот раз красивым ударом из-за штрафной. В итоге «Валенсия» выиграла со счётом 3:0, а второй гол Санчеса попал в сотню лучших голов Лиги чемпионов 1992—2005.

### Карьера менеджера
В апреле 2008 года, после отставки Рональда Кумана и его штаба, Хуан Санчес был назначен техническим секретарём (по сути — спортивным директором) «Валенсии». Одной из главных задач Санчеса стал поиск нового тренера для «летучих мышей», и вскоре им стал протеже Хуана — баскский специалист Унаи Эмери.
В конце августа 2008 года, не проработав и четырёх месяцев, Санчес принял решение покинуть должность спортивного директора «Валенсии», мотивировав это недостаточной уверенностью в своих силах. Через год Санчесa назначили специалистом по селекции бельгийского клуба «Эксельсиор», в котором бывшие одноклубники Хуана — Мирослав Джукич и Амедео Карбони — сделались главным тренером и спортивным директором соответственно. Однако в ноябре 2009 года все трое подали в отставку, а спустя месяц «Эксельсиор» из-за финансовых проблем снялся с чемпионата.

## Достижения
«Валенсия»
- Чемпион Испании (2): 2001/02, 2003/04
- Обладатель Суперкубка Испании: 1999
- Обладатель Кубка УЕФА: 2003/04
- Финалист Лиги Чемпионов (2): 1999/00, 2000/01

Итого: 4 трофея

## Интересные факты
- В первом групповом раундe Лиги чемпионов 2002/03 Хуан Санчес забил три гола в ворота московского «Спартака» — oдин в Москве и два на «Месталье».
- Хуан Санчес участвовал во втором розыгрыше Кубка легенд (февраль 2010 года) и получил приз лучшего бомбардира[9].